# Middelste jager
De middelste jager (Stercorarius pomarinus) is een vogel uit de familie van de jagers (Stercorariidae).

## Kenmerken
De middelste jager wordt 42-50 centimeter en heeft een gedrongen postuur met zwarte poten. Er komen twee kleurvormen voor, een donkere en een lichte variant. De lichte heeft beigewitte onderdelen, een zwarte kopkap en een bruin verenkleed en borstband. De donkere variant is geheel bruin op enkele wittige vlekken na. Bij beide vormen is er sprake van een wit vleugelveld aan de buitenkant van de buitenvleugels. Juveniele vogels van de lichte variant zijn bruin met gebandeerde onderdelen en vleugels, de jongen van de donkere variant zijn geheel donker. De snavel is geelachtig bruin.

## Broeden
Ze maken hun nest op de bodem, meestal op een heuveltje. Er worden 2-3 olijfbruine eieren gelegd. Er is sprake van kleine kolonies, de grootte vaak afhankelijk van de hoeveelheid voedsel (lemmingen).

## Verspreiding en leefgebied
Deze soort broedt op de Siberische en Noord-Amerikaanse toendra nabij de kust in het noorden van Rusland, Alaska en Canada. Deze jager overwintert op open zee maar wel in de buurt van kusten, voornamelijk tussen de keerkringen en  langs de kusten van Australië en Argentinië.  De Euraziatische populatie overwintert vooral aan de kusten van West-Afrika en is regelmatig als doortrekker langs de West-Europese kusten te zien.

## Status
De grootte van de wereldpopulatie werd in 2004 ruw geschat 0,25 tot 3 miljoen individuen. Men veronderstelt dat de soort in aantal stabiel is. Om deze redenen staat de middelste jager als niet bedreigd op de Rode Lijst van de IUCN.

## Voedsel
Middelste jagers eten lemmingen, eieren, vis, aas en jonge vogels. Ze komen gedeeltelijk aan hun voedsel door het zelf te vangen, gedeeltelijk door het te roven van andere vogels (kleptoparasitisme).

## Gelijkende soorten
- Andere jagersoorten, in Europa de grote jager, kleine jager en kleinste jager.